# Semleges zóna
A semleges zóna Star Trek-univerzumának egyik területe a világűrben. Eredetileg két semleges zóna volt, a 2161-ben létrehozott föderációs–romulán semleges zóna, és a 2258-ban létrehozott föderációs–klingon semleges zóna, ez utóbbit az 1. Khitomeri Egyezmény eltörölte 2300-ban.
A semleges zónák közös jellemzője, hogy ha bármely oldalról hajó lép be, az azonnali háborús oknak tekintendő.